# 崔忻
崔忻（さい きん）は、中国の唐の大鴻臚。『旧唐書』渤海靺鞨伝「睿宗先天二年、遣郎将崔訢往冊拝祚栄、為左驍衛員外大将軍渤海郡王」に登場する崔訢と同一人物。

## 概略

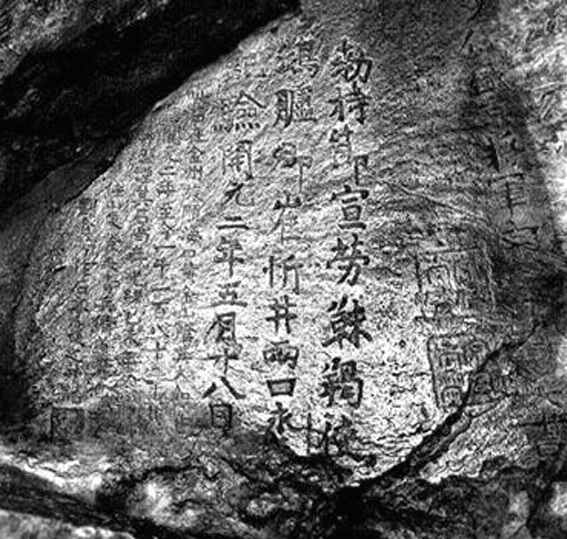
鴻臚井

713年玄宗の勅命を受け、大祚栄を渤海郡王に冊封するために、唐から渤海に使者として派遣される。渤海からの帰途714年に遼寧省旅順に井戸を掘り、記念碑（鴻臚井）を刻している。
渤海への冊封使が「靺鞨使」という称号を称しており、「高句麗」ではなく「靺羯（靺鞨）」と記している。